# Conférence des doyens et directeurs des UFR scientifiques
La Conférence des doyens et directeurs des UFR scientifiques (ou CDUS) est une association loi de 1901 qui regroupe les doyens et les directeurs d'unités de formation et de recherche de sciences des universités françaises.

## Présentation
Fondée en 1995, la CDUS a pour objectif d'élaborer des propositions relatives aux missions de formation et de recherche dans les UFR à vocation scientifique, technologique et professionnelle.
La CDUS forme le groupe « Interconférences » avec la Conférence des présidents d'université (CPU), la Conférence des directeurs et doyens de lettres, langues, arts, sciences humaines et sociales (CDUL), la Conférence des doyens de droit et science politique (CDDSP) et la Conférence des directeurs d'IUFM (CDIUFM).
La présidente de la CDUS est la professeure Chantal Gauthier, directrice de l'UFR de Sciences de Nantes Université.

## Organisation de manifestations scientifiques

### Colloques
Chaque année depuis 1996, la CDUS organise un colloque sur un thème d'actualité lié au monde universitaire.

### Concours «Faites de la science»
Depuis 2005, la CDUS organise le concours national « Faites de la science » qui a pour objectif d'intéresser les collégiens et les lycéens aux matières scientifiques, ; environ 25 universités sont mobilisées pour ce concours annuel, dont la finale nationale est organisée à Paris ou en province.

## Historique des présidents

Ancien logo.

- 1995-2002 : Jean-Pierre Borel (président fondateur)
- 2002-2008 : Gilles Raby[10]
- 2008-2011 : Alain Trouillet[11]
- 2011-2016 : Jean-Marc Broto
- 2016-2019 : Yves Bertrand
- 2019-2021 : Jean-Marc Planeix
- 2021-2022 : Laurence Mouret
- Depuis 2022 : Chantal Gauthier